# Humblots vliegenvanger
Humblots vliegenvanger (Humblotia flavirostris) is een zangvogel uit de familie Muscicapidae (vliegenvangers). De vogel werd in 1885 door  Alphonse Milne-Edwards en Émile Oustalet geldig beschreven. Het is een bedreigde, endemische vogelsoort op de eilandengroep Comoren.

## Kenmerken
De vogel is 14 cm lang. Het is een kleine, gestreepte bosvogel met een donkere kopkap. De vogel is van boven bruinachtig en de vleugeldekveren hebben lichte randen. De kopkap lijkt egaal zwart, maar is van dichtbij dicht, donker gestreept. De vogel is van onder licht roodbruin met donkerbruine streepjes. De poten en snavel zijn geelachtig.

## Verspreiding en leefgebied
Deze soort is endemisch op de hellingen van een actieve vulkaan (Mt. Karthala) op de Comoren. Het leefgebied is bos met hoge bomen, maar ook wel gebied met struikgewas.

## Status
Humblots vliegenvanger heeft een beperkt verspreidingsgebied en daardoor is de kans op uitsterven aanwezig. De grootte van de populatie werd in 2012 door BirdLife International geschat op 6 tot 15 duizend volwassen individuen en de populatie-aantallen nemen af door ontbossing en de invoer van uitheemse diersoorten. Om deze redenen staat deze soort als bedreigd op de Rode Lijst van de IUCN.